# Aurignacien
Subdivisions
Protoaurignacien, Aurignacien ancien, Aurignacien récent
Objets typiques
industrie osseuse (sagaies à bases fendues) et lithique (pièces carénées, lamelles, lames retouchées, etc.)
L'Aurignacien est une culture du Paléolithique supérieur au Moyen-Orient et en Europe. Il débute vers 43 000 ans AP en Europe de l'Ouest, avec l'arrivée d'une troisième vague d'Homo sapiens en provenance du Proche-Orient. L'Aurignacien est caractérisé par ses industries osseuse (sagaies à bases fendues) et lithique (pièces carénées, lamelles, lames retouchées, etc.). Il est précédé par les industries dites du Paléolithique supérieur initial, telles que l'Uluzzien, le Châtelperronien et le Jerzmanowicien, puis par le Protoaurignacien. Le Gravettien succède en Europe à l'Aurignacien à partir de 33 000 ans AP.

## Historique
L'Aurignacien a été défini par Henri Breuil et Émile Cartailhac en 1906 à partir de l'industrie lithique de la grotte d'Aurignac (Haute-Garonne), fouillée par Édouard Lartet en 1860. Sa position stratigraphique au sein des industries du Paléolithique supérieur fit l'objet d'une polémique. Il revient à Henri Breuil d'avoir démontré en 1906 que l'Aurignacien était immédiatement postérieur au Moustérien et antérieur au Solutréen. Ce chercheur définit trois étapes successives : Aurignacien ancien, moyen et supérieur.
En 1933, Denis Peyrony restreignit l'emploi du terme Aurignacien à la phase moyenne, dénommant l'Aurignacien ancien le Périgordien ancien (aujourd'hui devenu le Châtelperronien), et l'Aurignacien supérieur le Périgordien récent (aujourd'hui devenu le Gravettien).

## Chronologie
On parle aussi, depuis Georges Laplace (1966), de Protoaurignacien (41 000 à 36 000 ans AP). Toutefois, si le Protoaurignacien précède l'Aurignacien en Europe du Sud, ce n'est pas le cas en Europe centrale et du Nord où le Protoaurignacien est quasi-absent (sauf à Krems-Hundssteig en Autriche) et où l'Aurignacien ancien succède directement à un Moustérien tardif ou au Jerzmanowicien. 
Des sites avec de l'Aurignacien ancien et sans Protoaurignacien, comme Geißenklösterle dans le Jura souabe en Allemagne, et Willendorf II (pl) près du Danube, seraient datés de 42 000 à 43 000 ans AP, et seraient ainsi plus vieux que le Protoaurignacien. Toutefois, ces datations sont remises en cause et ne seraient pas antérieures à 40 000 ans, ce qui fait que l'Aurignacien ancien reste contemporain ou postérieur au Protoaurignacien, mais pas antérieur. Dans les sites où les deux cultures sont présentes dans les niveaux stratigraphiques, l'Aurignacien ancien est toujours au-dessus du Protoaurignacien, c'est-à-dire postérieur à ce dernier.
L'Aurignacien pourrait trouver son origine dans l'Ahmarien ancien.
L'Aurignacien apparait en Europe occidentale vers 43 000 ans AP, d'après certaines datations au carbone 14. Le site de Geißenklösterle, dans le Jura souabe, a ainsi été daté entre 42 et 43 000 ans AP. L'Aurignacien cesse d'être caractéristique entre 33 000 et 31 000 ans AP en Europe occidentale.

## Extension géographique

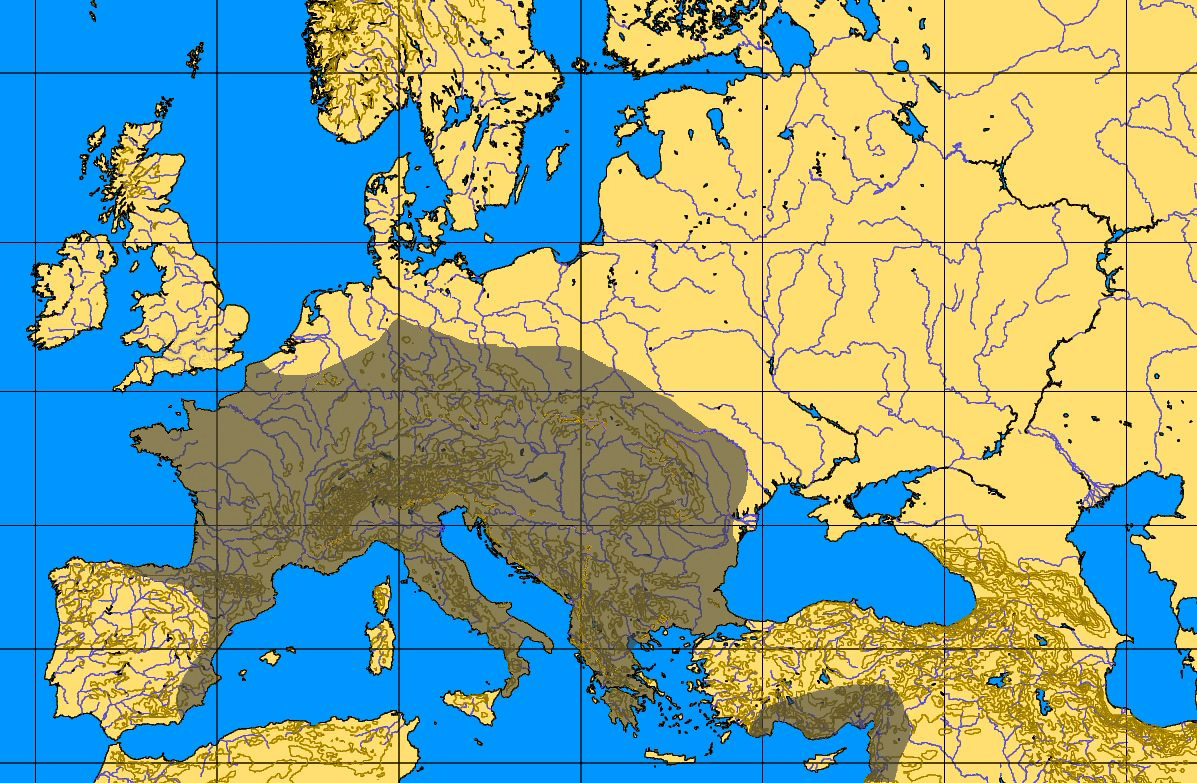
Étendue de la culture aurignacienne ou d'influence aurignacienne

Dans les monts Zagros, en Iran, l'Aurignacien est connu sous le nom de Baradostien, alors que dans le Levant il devient plutôt l'Antélien. Les régions de l'Altaï (Anuy et Ust-Karakol) ont également livré des sites aurignaciens.
La diffusion de l'Homme moderne en Europe est bien documentée par rapport à d'autres régions. Les données actuelles soutiennent une dispersion est-ouest commençant vers 48 000 ans AP. On relève notamment une présence précoce en Bulgarie, dans la grotte de Bacho Kiro, et en Allemagne, dans la grotte d'Ilsen, à Ranis. Le processus a probablement été une mosaïque incluant une dispersion dans des espaces vides et une certaine interaction avec les populations indigènes de Néandertal.
L'Aurignacien archaïque (43 000 à 36 000 ans AP) est présent de manière assez uniforme en Europe méridionale, de la Roumanie au Sud de la France et à l'Espagne en passant par l'Italie.
L'Aurignacien ancien (36 000 à 33 000 ans AP) est connu en Europe centrale (vallée du Danube, Jura souabe), dans le Sud-Ouest de la France, dans les Asturies et en Italie centrale.
L'Aurignacien récent (33 000 à 31 000 ans AP) est également présent en Allemagne, dans le Sud de l'Angleterre et en France.

## Climat et environnement
On connaît avec de plus en plus de précision les changements climatiques de la Préhistoire récente grâce à des disciplines paléoenvironnementales telles que la paléoclimatologie, la sédimentologie, la palynologie, l'anthracologie, la carpologie ou l'archéozoologie.
Le début de l'Aurignacien se situe durant le stade isotopique 3, un stade un peu moins glacial que les stades précédent (SIO 4) et suivant (SIO 2). Durant le stade SIO 3, les oscillations climatiques vont néanmoins se succéder, passant du froid au frais et inversement à plusieurs reprises sur la période. Ainsi, on peut voir à Arcy-sur-Cure le passage d'une forêt claire de feuillus et de conifères vers 36 000 ans AP devenir progressivement un paysage de bosquet de pins et de bouleaux dans la vallée alors que le plateau devient steppique. La faune est alors composée d'herbivores : mammouths, rhinocéros laineux, rennes, chevaux, bœufs, marmottes... et de carnivores : ours, grands félins, loups, hyènes...
| Évènement                                    | Caractéristiques         | Caractéristiques | Caractéristiques            | Caractéristiques |
| Évènement                                    | Âge AP (dates calibrées) | SIO              | Climat (glaciation de Würm) | Faciès culturel en Europe |
| -------------------------------------------- | ------------------------ | ---------------- | --------------------------- | --- |
| Heinrich 5                                   | 47000 à 45000            | 3                | Froid                       | Moustérien, Micoquien (Bábonyien), Bachokirien, Bohunicien, Uluzzien, Jankovichien, Szélétien                                                                                  |
| Interstade ou oscillation Moershoofd         | 45000 à 43000            | 3                | Redoux                      | Moustérien, Bachokirien, Bohunicien, Uluzzien, Châtelperronien, Szélétien, Jerzmanowicien (complexe Lincombien-Ranisien-Jerzmanowicien abrégé en LRJ, anciennement Altmühlien) |
| Heinrich 4                                   | 43000 à 39000            | 3                | Froid                       | Moustérien (Vasconien ?), Bachokirien, Kozarnikien, Bohunicien, Szélétien, Jerzmanowicien, Uluzzien, Châtelperronien, Streletskien-Sungirien-Kostenkien,                       |
| Interstade ou oscillation Hengelo-Les Cottés | 39000 à 36000            | 3                | Redoux                      | Moustérien ?, Châtelperronien, Protoaurignacien, Jerzmanowicien, Streletskien-Sungirien-Kostenkien, Szélétien, Bohunicien ?, Kozarnikien ?                                     |
| Heinrich 3                                   | 36000 à 34000            | 3                | Froid                       | Aurignacien I ou ancien, Jerzmanowicien, Szélétien, Streletskien-Sungirien-Kostenkien ?                                                                                        |
| Interstade ou oscillation Arcy-Denekamp      | 34000 à 30000            | 3                | Redoux                      | Aurignacien II ou évolué, Szélétien, Jerzmanowicien ?, Streletskien-Sungirien-Kostenkien ?                                                                                     |
| Inter Arcy-Kesselt                           | 30000 à 29000            | 3                | Froid                       | Aurignacien III ou récent, Gravettien ancien, Szélétien, Kostenkien ? |
| Interstade ou oscillation Maisières          | 29000 à 28000            | 2                | Redoux                      | Aurignacien IV ou tardif, Gravettien ancien, Szélétien |
| Heinrich 2                                   | 28000 à 26000            | 2                | Froid                       | Gravettien, Pavlovien (Gravettien oriental) |

## Industrie
L'industrie lithique aurignacienne comporte :
- de grandes lames retouchées épaisses, les lames aurignaciennes. Ces lames sont retouchées bilatéralement et sont parfois munies d'encoches de chaque côté qui donnent le nom de « lame étranglée » à ces outils.
- de nombreuses pièces carénées (grattoirs carénés, burins carénés et burins busqués) qui présentent des enlèvements lamellaires réguliers et convergents.

Il est désormais établi que ces pièces carénées, considérées comme des types (donc traitées en tant que telles, comme n'importe quel autre type lithique, par la typologie), ont servi de nucléus pour la production de lamelles, très nombreuses durant tout le Paléolithique supérieur. Ce statut technologique de nucléus, désormais reconnu à ces pièces carénées, n'exclut en rien leur utilisation en tant qu'outil.
L'industrie en matière dure animale est caractérisée par l'apparition de pointes de sagaies à base fendue en ivoire ou en bois de renne mais ces matériaux peuvent aussi servir à la confection des premiers bâtons percés et d'un outillage plus classique : poinçons, baguettes, lissoirs.
Les baguettes aurignaciennes sur bois de renne sont obtenues uniquement par refend, alors qu'au Gravettien elles sont généralement (sauf quelques exceptions) obtenues par le procédé de double rainurage longitudinal.

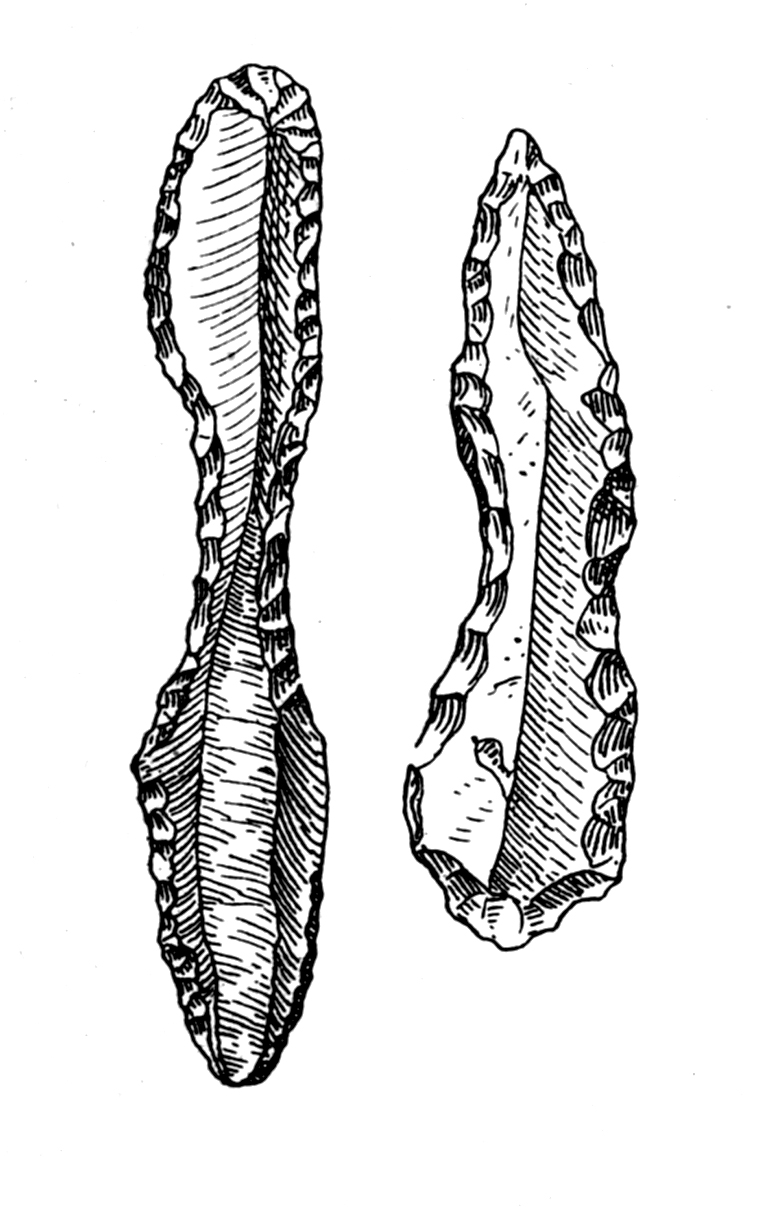
Lames aurignaciennes
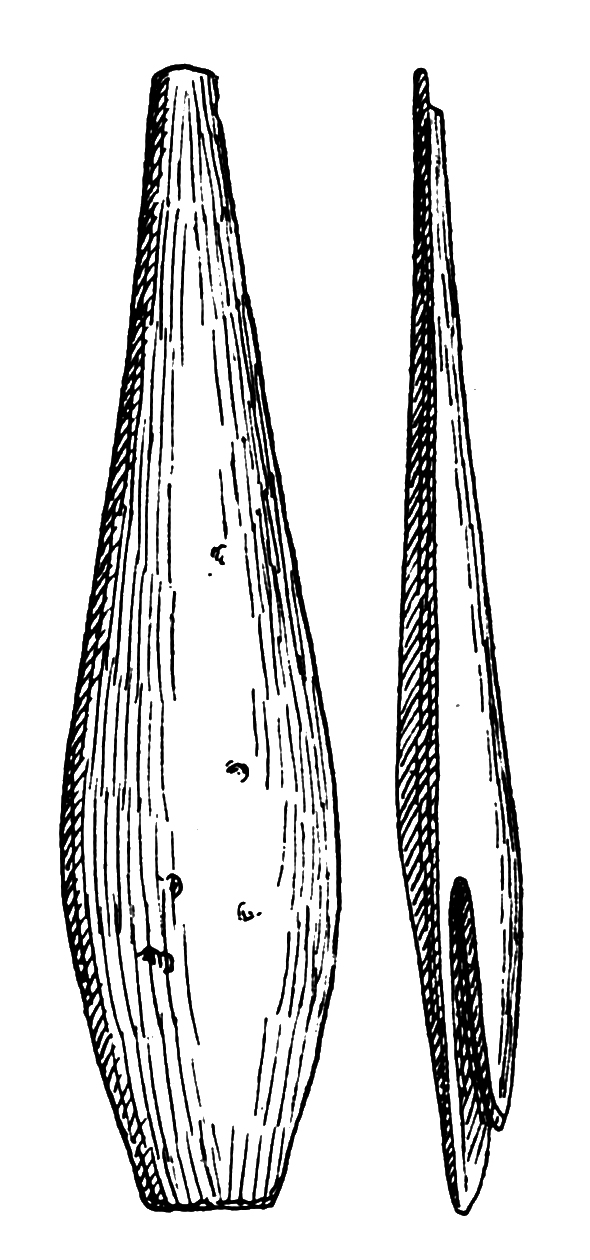
Pointe de sagaie à base fendue

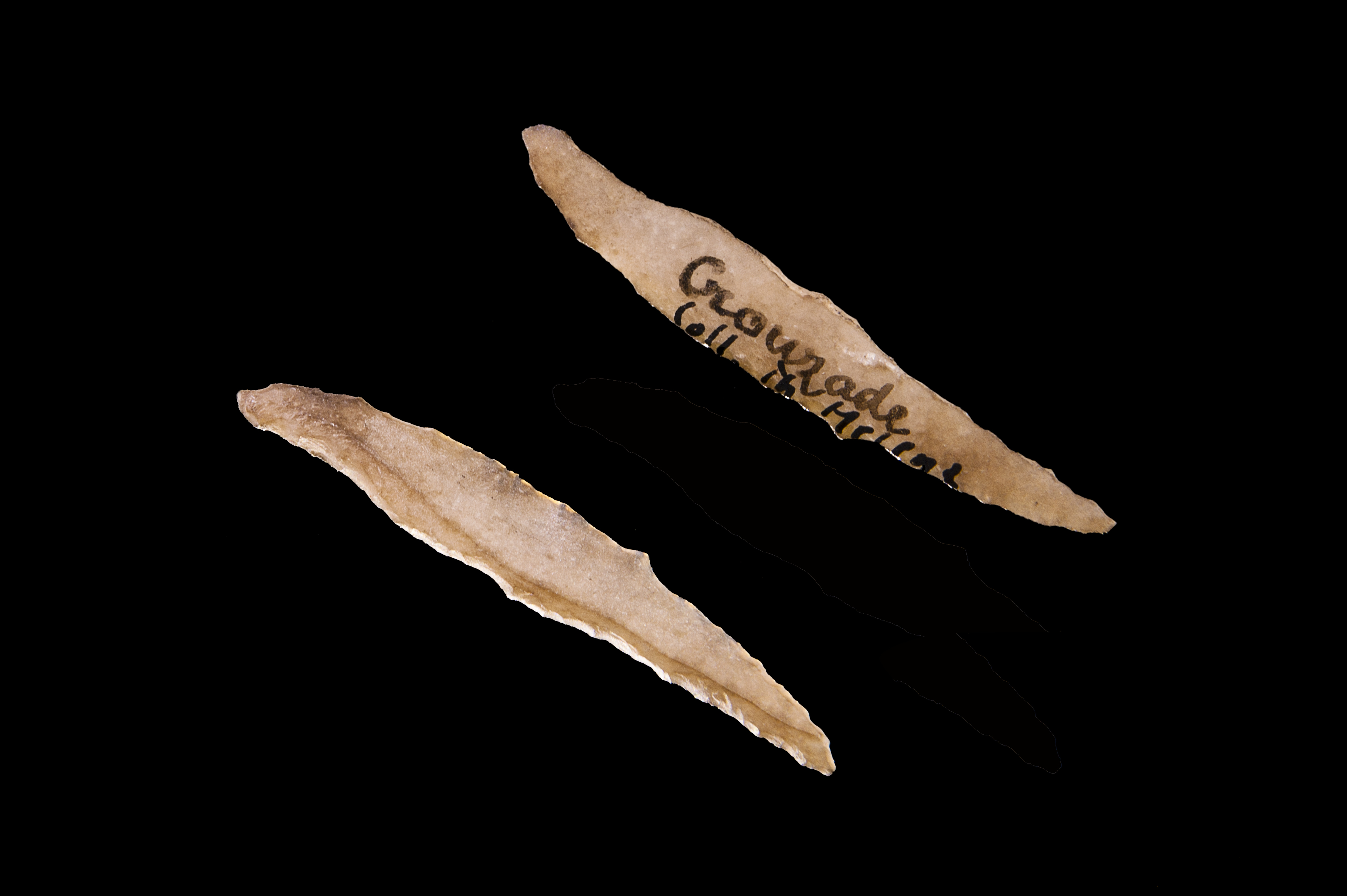
Petite pointe à dos de type lamelle Dufour
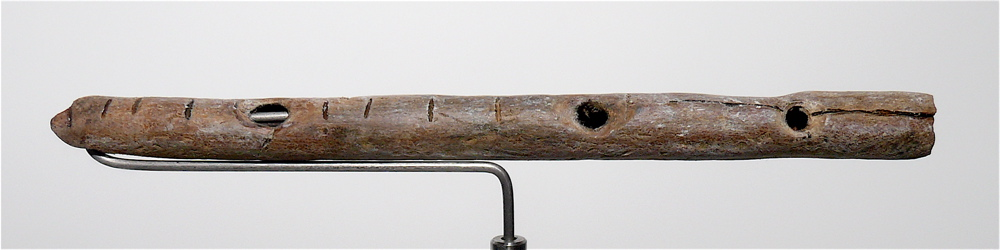
Flûte en os de Geißenklösterle (Souabe, Allemagne)
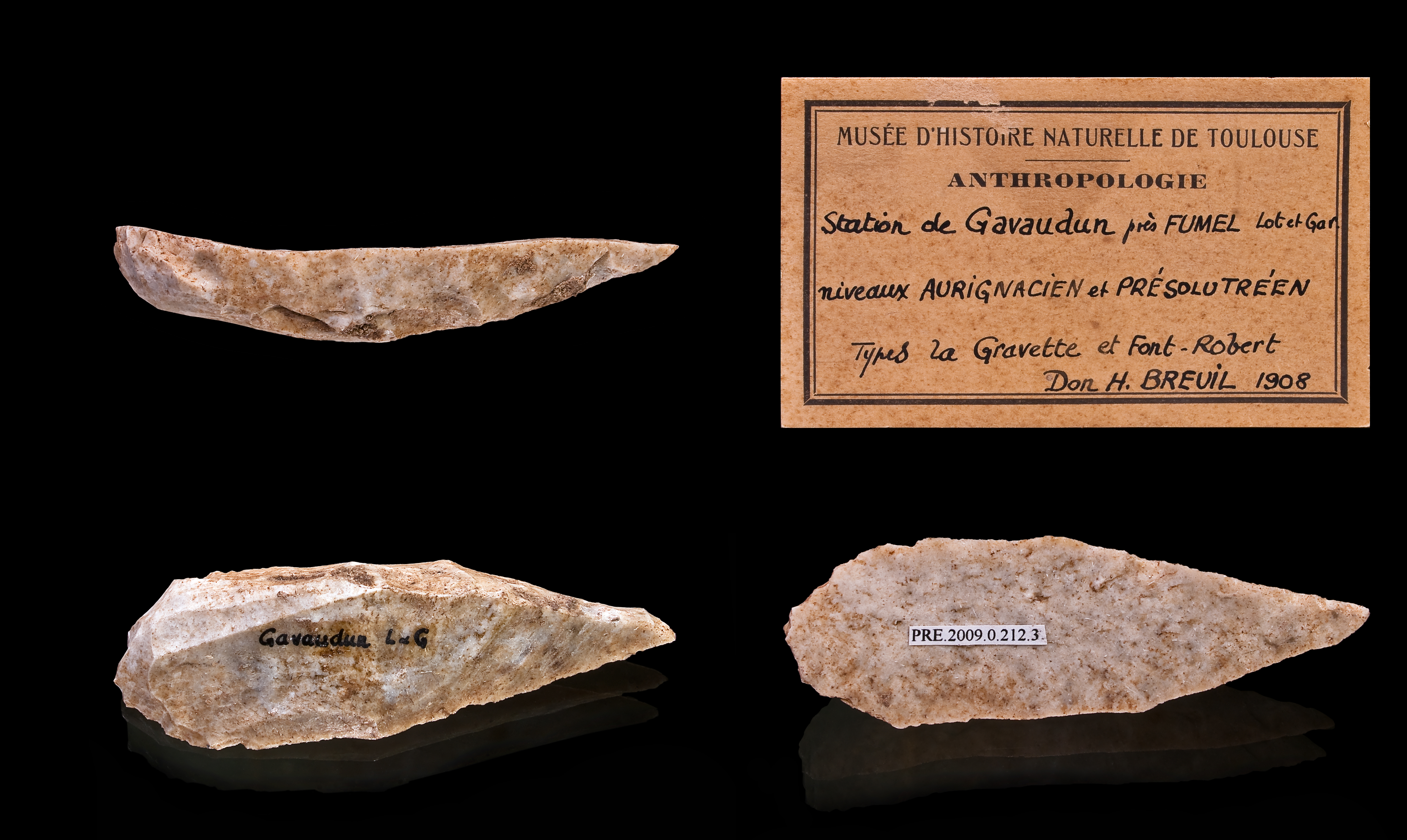
Grattoir de Gavaudun, Lot-et-Garonne

## Art

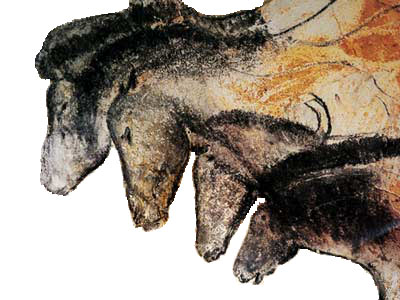
Les chevaux de la grotte Chauvet, Ardèche, France

La culture aurignacienne occupe une place remarquable dans l'Histoire de l'art car elle est la première culture humaine à avoir laissé les traces d'une représentation figurative aussi accomplie. Des créations antérieures (du Moustérien, notamment) existent mais on n'en connaît pas ayant atteint le même degré de développement artistique.
Les Aurignaciens vont diversifier la parure, connue dès le Paléolithique moyen en Afrique : dents animales perforées, coquillages fossiles ou contemporains, ivoire, bois de cervidé. Les coquillages peuvent provenir de gisements très éloignés du site dans lesquels ils furent découverts. Ainsi, on trouve en Périgord des coquillages méditerranéens témoignant d'échanges à grande distance.
Pour ce qui est des créations artistiques, l'Aurignacien va marquer une rupture avec les cultures précédentes. Les plus anciens vestiges de cet art sont les statuettes de Vogelherd, de Geißenklösterle et de Hohlenstein-Stadel. Ce sont des figures en ronde bosse représentant des mammouths, des félins, des ours, des chevaux et des hommes. Elles ont été sculptées dans l'ivoire de mammouth. Moins spectaculaires, des plaques de roches dures gravées ont été également retrouvées. Les peintures sont rares mais parfois spectaculaires : il faut citer en premier lieu la grotte Chauvet et la baume Latrone en Languedoc, mais aussi les œuvres des abris Castanet, Blanchard, de La Ferrassie et d'autres sites en Dordogne, la grotte de Pair-non-Pair en Gironde, ainsi que de la grotte de Fumane en Italie du Nord. Enfin, on a découvert une flûte en os sur le site de Geißenklösterle et à la grotte de Pair-non-Pair.

## Mode de vie
La domestication du chien a peut-être commencé au cours de l'Aurignacien. Ainsi, un crâne de canidé des grottes de Goyet, en Belgique, daté de 31 700 ans AP, est clairement différent des loups récents, ressemblant plus étroitement aux chiens préhistoriques.

## Génétique
Les données génétiques montrent que les Européens actuels sont issus de la branche eurasienne de l'Ouest d'Homo sapiens,. Les Aurignaciens ont cependant été en grande partie supplantés il y a entre 33 000 et 31 000 ans par un autre groupe d'humains arrivés en Europe, les Gravettiens. Néanmoins, bien qu'ils portent des signatures génétiques distinctes, les Gravettiens et les Aurignaciens sont les descendants de la même branche européenne d'Homo sapiens.
La signature génétique des Aurignaciens a disparu d'Europe centrale et orientale lorsque les Gravettiens sont arrivés. Mais, elle a subsisté en Europe de l'Ouest jusqu'à la fin du Magdalénien. La « dame rouge » de la grotte El Mirón, dans le Nord de l'Espagne, est par exemple rattachée au Magdalénien, qui a connu une expansion vers le nord après le dernier maximum glaciaire.

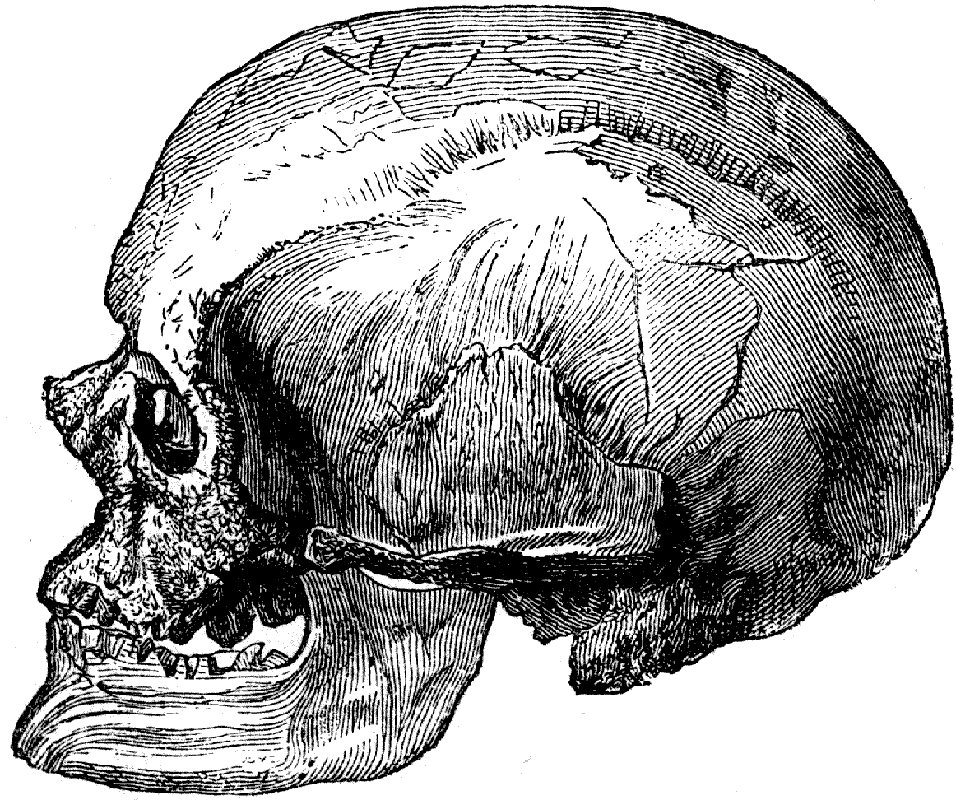
Crâne de Cro-Magnon

## Cohabitation avec Néandertal
L'Aurignacien accompagne en Europe l'arrivée d'une vague d'Homo sapiens en provenance du Proche-Orient. Les plus anciens fossiles d'Homo sapiens actuellement attestés en Europe sont datés de 48 000 ans AP en Tchéquie et de 45 000 ans AP en Bulgarie. L'Homme de Néandertal est encore présent lorsque se développe l'Aurignacien, mais il est alors caractérisé par la culture châtelperronienne, qui commence dès 45 000 ans AP à Arcy-sur-Cure, et dont l'industrie lithique et osseuse est différente. La sépulture néandertalienne de Saint-Césaire, fouillée au début des années 1980, a été découverte dans des niveaux attribués au Châtelperronien, et la dent d'Arcy-sur-Cure est attribuée à un Néandertalien.